# Floricomus nasutus
Floricomus nasutus är en spindelart som först beskrevs av James Henry Emerton 1911.  Floricomus nasutus ingår i släktet Floricomus och familjen täckvävarspindlar. Inga underarter finns listade i Catalogue of Life.